# Методология
Методоло́гия (от греч. μεθοδολογία — учение о способах; от др.-греч. μέθοδος из μετά- + ὁδός, букв. «путь вслед за чем-либо» и др.-греч. λόγος — мысль, причина) — учение о методах, способах и стратегиях исследования предмета.

## Структура методологии
Методологию можно рассматривать в двух срезах: как теоретическую, и она формируется разделом философского знания гносеология, так и практическую, — ориентированную на решение практических проблем и целенаправленное преобразование мира. Теоретическая стремится к модели идеального знания (в заданных описанием условиях, например, скорость света в вакууме), практическая же — это программа (алгоритм), набор приёмов и способов того, как достичь желаемой практической цели и не погрешить против истины, или того, что мы считаем истинным знанием. Качество (успешность, эффективность) метода проверяется практикой, решением научно-практических задач — то есть поиском принципов достижения цели, реализуемых в комплексе реальных дел и обстоятельств.
В методологии можно выделить следующую структуру:
- основания методологии: философия, логика, системология, психология, информатика, системный анализ, науковедение, этика, эстетика;
- характеристики деятельности: особенности, принципы, условия, нормы деятельности;
- логическая структура деятельности: субъект, объект, предмет, формы, средства, методы, результат деятельности, решение задач;
- временная структура деятельности: фазы, стадии, этапы.
- технология выполнения работ и решения задач: средства, методы, способы, приемы.

Методология также делится на содержательную и формальную. Содержательная методология включает изучение законов, теорий, структуры научного знания, критериев научности и системы используемых методов исследования. Формальная методология связана с анализом методов исследования с точки зрения логической структуры и формализованных подходов к построению теоретического знания, его истинности и аргументированности.

## Направления методологии
- Методология науки
- Биогеоценология
- Методология решения задач в информатике
- Методология программирования
- Методология бизнес-моделирования